# Sinfonie KV Anh. 223 (Mozart)
Die Sinfonie F-Dur KV Anhang 223 (19a)  komponierte Wolfgang Amadeus Mozart im Jahr 1765 in London.

## Allgemeines

Der junge Mozart im Jahr 1763

Anfang der 1980er Jahre wurde in München die bis dahin verloren geglaubte Sinfonie KV Anhang 223 bzw. KV 19a in einem Satz Orchesterstimmen in Leopold Mozarts Handschrift gefunden. Von der Existenz des Werkes hatte man vorher zum einen aufgrund des Incipits des ersten Satzes auf einem Umschlag gewusst, der das Autograph der Sinfonie KV 19 enthielt (daneben auch den Anfang einer Sinfonie C-Dur, vermutlich KV 19b, diese  ist bis heute verschollen). Zudem war das Incipit auch in einem Katalog vom Verleger Breitkopf & Härtel aufgeführt. 
Die Sinfonie wurde vermutlich als Eröffnungsstück für eines der Konzerte am 21. Februar oder am 13. Mai 1765 im Haymarket Theatre im Rahmen von Mozarts London-Reise aufgeführt (vgl. KV 16). Die erste Aufführung seit der Wiederentdeckung fand am 23. März 1981 bei der Eröffnung des Neubaus der Neuen Pinakothek in München statt.

## Zur Musik
Besetzung: zwei Oboen, zwei Hörner in F, zwei Violinen, Viola, Cello, Kontrabass. In zeitgenössischen Orchestern war es zudem üblich, auch ohne gesonderte Notierung Fagott und Cembalo (sofern im Orchester vorhanden) zur Verstärkung der Bass-Stimme bzw. als Continuo einzusetzen. Bemerkenswert ist, dass Mozart bei dieser Sinfonie die Akkorde für das Cembalo durchgehend als bezifferten Bass ausgeschrieben hat, was er sonst fast nie tat.
Aufführungszeit: ca. 12–14 Minuten. 
Bei den hier benutzten Begriffen in Anlehnung an die Sonatensatzform ist zu berücksichtigen, dass dieses Schema in der ersten Hälfte des 19.|Jahrhunderts entworfen wurde (siehe dort) und von daher nur mit Einschränkungen diese Sinfonie übertragen werden kann. Die Sätze 1 und 2 entsprechen noch mehr der zweiteiligen Form, bei der der zweite Satzteil als modifizierter Durchlauf des ersten („Exposition“) angesehen wird. – Die hier vorgenommene Beschreibung und Gliederung der Sätze ist als Vorschlag zu verstehen. Je nach Standpunkt sind auch andere Abgrenzungen und Deutungen möglich.

### Erster Satz: Allegro assai
F-Dur, 4/4-Takt, 93 Takte

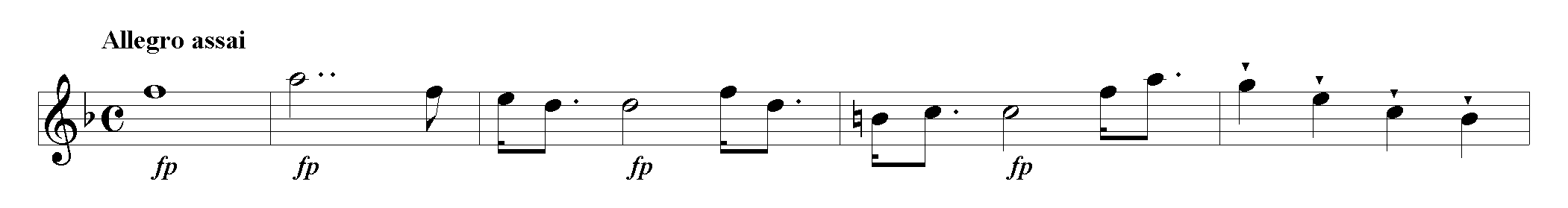
Beginn des Allegro assai

Der Satz eröffnet mit einer strahlenden, weiten Melodie in der 1. Violine, die durch ausgehaltene Bläserakkorde und Tremolo der übrigen Streicher eine breit-flächenhafte Klangfarbe bekommt. Dieses „erste Thema“ ist achttaktig mit jeweils vier Takten Vorder- und Nachsatz, wobei der Vordersatz fanfarenartig wirkt. Die Überleitung zum zweiten Thema (Takt 9–18) besteht aus zwei Motiven, die in den Streichern versetzt auftreten. Das erste hat einen kräftig-marschartigen, das zweite einen leiernden Charakter. Nach Akkordschlägen auf der Dominante C-Dur und  einer Zäsur in Form einer Viertelpause setzt das zweite Thema im Piano ein (Takt 19 ff.). Es ist nach dem „Frage (Piano) – Antwort (Forte-Tutti)“ – Prinzip aufgebaut, wird wiederholt und geht dann in eine Passage mit Tremolo in den Violinen und gebrochenen Akkorden im Bass über. Die Schlussgruppe (Takt 31 ff.) enthält zwei Vorhalts-Motive und beendet den ersten Satzteil („Exposition“) in Takt 40 mit Akkordschlägen auf C. 
Der zweite Satzteil beginnt mit dem ersten Thema in der Dominante C-Dur. Der Vordersatz ist hier auf fünf Takte ausgedehnt, und anstelle des Nachsatzes folgt eine Tremolo-Modulationspassage, die mit dominantisch wirkenden Septakkorden über c-Moll, D-Dur, g-Moll und F-Dur wieder nach C-Dur führt. Ein gegenüber der Exposition neues Motiv folgt in Takt 51 in der 1. Oboe (aufsteigend) und wird ab Takt 54 in den Violinen (absteigend) aufgegriffen. Ihm geht jeweils eine marschartige Tonrepetition in punktiertem Rhythmus voraus. Das folgende Imitations-Motiv entsprechend Takt 9 ff. steht nun in g-Moll, ebenso das sich daran anschließende „Leier-Motiv“. In Takt 67 erfolgt dabei eine Rückung von g-Moll nach F-Dur. Der weitere Satzverlauf entspricht strukturell dem der Exposition. Beide Satzteile werden wiederholt.
Wolfgang Gersthofer hebt das Allegro assai hervor: „vielleicht der überzeugendste Kopfsatz in der ersten Sinfoniegruppe Mozarts.“

### Zweiter Satz: Andante
B-Dur, 2/4-Takt, 60 Takte, ohne Oboen
Der Satz ist durchweg im Piano gehalten. Die Streicher dominieren, die Hörner begleiten mit ausgehaltenen Akkorden oder kurzen Farbtupfern. Das „erste Thema“ basiert zwar lediglich auf einer einfachen Figur mit auftaktiger Zweiunddreißigstel-Floskel und Tonwiederholung, bekommt aber durch das Pizzicato auch in der Viola, die mit gebrochenen Akkorden ähnlich einer Mandoline begleitet und die abgesetzten, grundierenden Basstöne seine kennzeichnende Klangfarbe. Nach der Wiederholung des Themas folgt unmittelbar das „zweite Thema“ in der Dominanttonart F-Dur (Takt 9 ff.), das ebenfalls einen floskelartigen Charakter aufweist, sich aber durch die „nuschelnde“ Begleitung von 2. Violine und Viola (durchgehende Sechzehntel) unterscheidet. In der Schlussgruppe (Takt 20 ff.) mit derselben Begleitung spielt die 1. Violine über dem Orgelpunkt im Horn und Bass auf F eine einfache, sangliche Legato-Bewegung abwärts. Der erste Teil endet in Takt 24 und wird wiederholt. 
Der zweite Teil (Takt 25 ff.) beginnt mit dem ersten Thema in der Dominante F-Dur, die Wiederholung steht jedoch in g-Moll. Ab Takt 33 folgt ein neues, schleppendes Motiv ebenfalls in g-Moll mit Sekundschritt auf- und abwärts, das versetzt in den Violinen bzw. Viola / Bass auftritt und einmal abwärts geführt wird (Takt 37 ff.). In Takt 40 setzt mit dem ersten Thema in der Tonika B-Dur die „Reprise“ ein, die bis auf das Auslassen der Wiederholung vom ersten Thema strukturell der Exposition gleicht. Von der Gesamtstruktur ist das Andante ähnlich dem ersten Satz angelegt. 
Die besondere Atmosphäre des Satzes wird auch von Neal Zaslaw hervorgehoben: „Trotz der einfachen Struktur und der konventionellen Themen entwickelt dieser Satz eine Raffinesse und einen Elan, die für einen Komponisten im Kindesalter erstaunlich sind.“

### Dritter Satz: Presto
F-Dur, 3/8-Takt, 104 Takte
Der Satz ist als Rondo aufgebaut:
- Refrain bzw. Motiv A: Takt 1–8 mit fanfarenartigem Beginn (Auftakt + gebrochener F-Dur – Akkord) und Sechzehntel-Lauf – „Antwort“, beides mit Streicher-Unisono. Neal Zaslaw[3] fühlt sich hier an Dudelsackmusik erinnert und vermutet, dass Mozart damit dem englischen Publikum schmeicheln wollte.
- Erstes Couplet Takt 9–32 mit zwei Motiven („B und C“) in der Dominante C-Dur: das erste abgesetzt-aufsteigend, das zweite mit Pendelcharakter;
- Refrain Takt 33–48 mit Fortspinnung von Motiv A nach g-Moll;
- Zweites Couplet Takt 49–64 als Variante des ersten Couplets: Motiv B in g-Moll, ab Takt 57 Rückung nach F-Dur. Überraschenderweise tritt ab Takt 64 das Kopfmotiv vom Refrain auf, bleibt jedoch in Form einer chromatischen Umspielung von C (Takt 67/68) stecken, setzt nochmals an und läuft in einer wiederum chromatischen Pendelbewegung um C im Pianissimo aus (Takt 71 ff.). Nach einer kurzen Generalpause setzt das Pendel-Motiv dann im energischen Forte in der Tonika F-Dur ein. Solche Überraschungseffekte benutzte Mozart auch später z. B. in den Schlusssätzen der Violinkonzerte oder der Sinfonie KV 201.[3]
- Refrain Takt 93 ff. wie am Anfang, Satzende mit Akkordmelodik. Die Abschnitte von Takt 1–8 sowie 9–104 werden wiederholt.